# Rutenia Nera

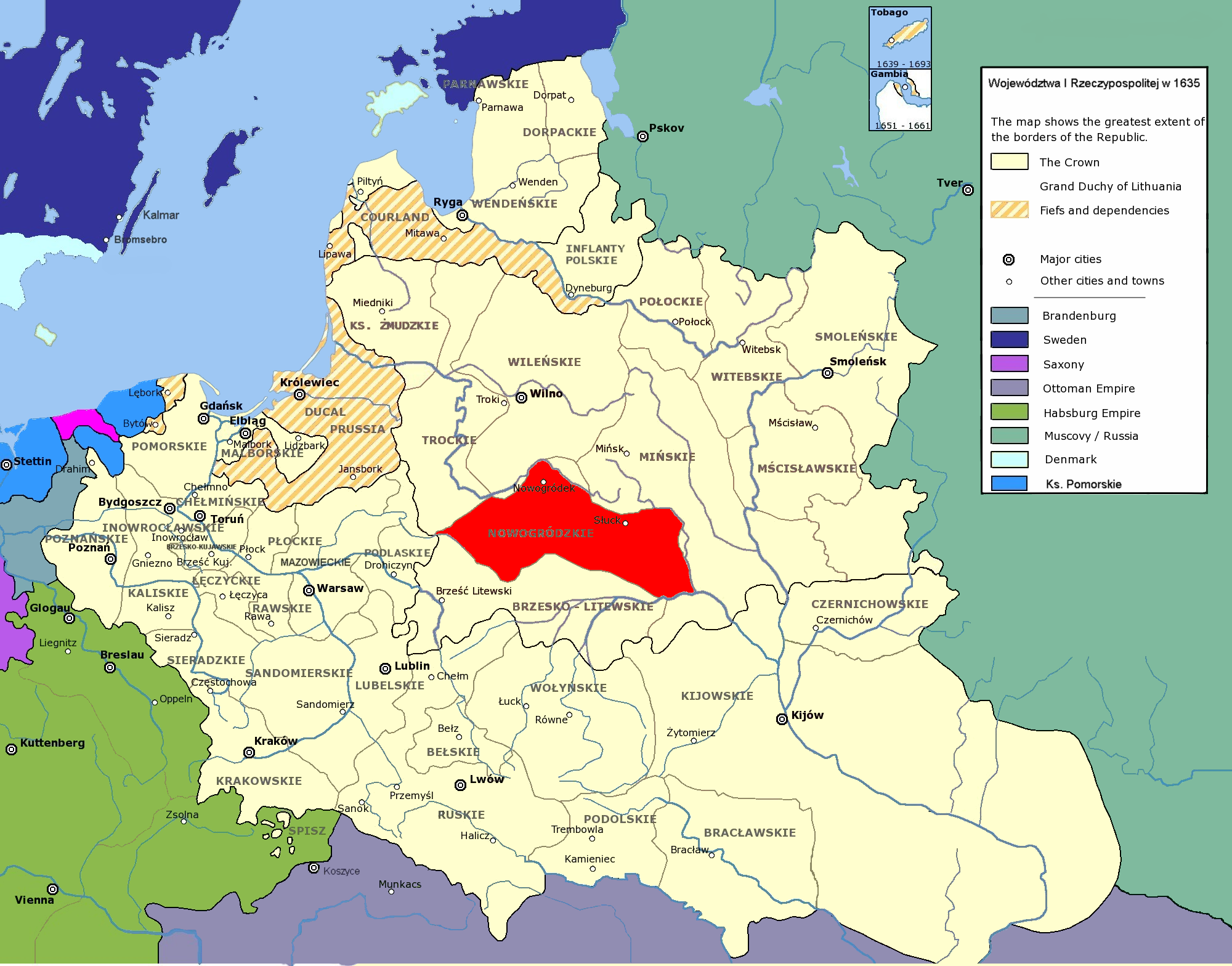
Il Voivodato di Nowogródek nella Confederazione Polacco-Lituana

La Rutenia Nera (Ruś Czarna) era una delle suddivisioni della regione storica della Rutenia. Quest'ultimo termine fu usato a partire dal XII secolo, soprattutto da fonti latine, per indicare i territori delle odierne Ucraina, Bielorussia e parte della Polonia orientale. La Rutenia era tradizionalmente divisa in Rutenia Bianca (originariamente l'area corrispondente alla Moscovia), Rutenia Rossa (una fascia di territorio tra la città di Przemyśl, in Polonia, e la Galiza Orientale) e Rutenia Nera. La localizzazione di questa regione è più incerta: essa corrisponderebbe sia all'area attorno alla città di Leopoli, anch'essa in Galizia, sia al territorio intorno alla città di Navahrudak compreso successivamente nel Voivodato di Nowogródek e attualmente nella Voblasc' di Hrodna, nell'attuale Bielorussia. Centri principali della regione, oltre a Navahrudak, erano Hrodna, Slonim, Volkovysk, Lida e Njas'viž.

## Etimologia
Il termine, come i corrispondenti di Rutenia Bianca e Rutenia Rossa, fu usato prevalentemente da fonti latine (o polacche), dal momento che gli abitanti di questa regione si riferivano a sé stessi come litvins (lituani). Tuttavia, il termine Rutenia Rossa (Ruś Czerwona) fu usato dallo Stato polacco per indicare il territorio della Volinia, e Rutenia Bianca, con cui fu in seguito identificata la Bielorussia. Rutenia Nera fu invece il primo dei tre a cadere in disuso.